# Стефан Попов (кмет)
Вижте пояснителната страница за други личности с името Стефан Попов.
Стефан Попов е български търговец, земеделец и политик, привърженик на Народнолибералната партия.

## Биография
Роден е в Осман пазар (днес Омуртаг). През Руско-турската война от 1877 – 1878 г. е председател на градския съвет на Осман пазар. През 1878 г. е член на комитета „Единство“. Депутат в Учредителното събрание, V ОНС, VI ОНС и XIII ОНС и IV ВНС. От 1880 до 1882 г. е председател на Ескиджумайския (Търговишкия) окръжен съвет. Бил е даван под съд за престъпление по служба. От 8 май 1887 г. е член на Шуменската окръжна постоянна комисия. В два периода е кмет на родния си град (19 юни-8 юли 1885 и 4 октомври 1887 – 1894). Известно време е член на временната комисия за управление на Осман пазар. През 1892 г. участва в основаването на читалище в Омуртаг. Околийски управител през 1918 г.